# Dhamaal (série de films)
Dhamaal est une série de films comiques indiens réalisée et coproduite par Indra Kumar. Les deux premiers films mettaient en vedette Riteish Deshmukh, Arshad Warsi, Jaaved Jaffrey, Ashish Chaudhary et Sanjay Dutt dans les rôles principaux. Le troisième volet mettait également en vedette Ajay Devgn, Anil Kapoor, Johnny Lever, Boman Irani, Mahesh Manjrekar et Madhuri Dixit avec le casting original, mais Dutt et Chaudhary n'apparaissaient pas dans le troisième film. Dhamaal a été libéré le 7 septembre 2007. Le film a donné naissance à deux suites : Double Dhamaal (2011), qui était une suite directe du premier film, et Total Dhamaal (2019), qui était un redémarrage inspiré de l'histoire du premier film.

## Dhamaal(film de 2007)
Le premier volet de la série se concentre sur des incidents fictifs. Le film met en vedette Sanjay Dutt, Ritesh Deshmukh, Arshad Warsi, Aashish Chaudhary et Javed Jaffrey tandis qu'Asrani, Sanjay Mishra, Vijay Raaz, Manoj Pahwa, Tiku Talsania et Prem Chopra sont présentés dans des rôles de soutien. Il est fortement inspiré du film comique américain de 2001 Rat Race réalisé par Jerry Zucker. Dhamaal est sorti le 7 septembre 2007 et a reçu des critiques positives. Il a rapporté  dans le monde entier  . Le film a été déclaré comme un succès au box-office.

## Double Dhamaal(film de 2011)
Après le succès de Dhamaal, Indra et Sanjay se sont à nouveau réunis pour une suite. Le film s'intitule Dhamaal 2: 420s, mais il est connu sous le nom de Double Dhamaal ou Super Kameenas et est également le deuxième volet de cette série. L'intrigue se concentre sur quatre oisifs qui élaborent des plans élaborés pour gagner de l'argent en investissant dans des bâtiments, mais se font escroquer par Kabir, qui les laisse au chômage et sans le sou. Bientôt, ils sont en chasse pour venger leur humiliation. Dhamaal 2 est sorti le 24 juin 2011 et a reçu des critiques mitigées voire négatives de la part des critiques lors de sa sortie. L'agrégateur d'avis Rotten Tomatoes lui a attribué une note de 20 % pourri. Mayank Shekhar du Hindustan Times a attribué au film une note de 1 étoile sur 5. Selon Box Office India, le film a connu un bon démarrage avec 60 à 70 % des recettes. Dans quelques multiplexes, tels que Spice Noida, E Square Pune et Wave Ludhiana, le film a presque atteint un taux de fréquentation de 100 %. Le film a récolté environ 76,1  . millions nets le premier jour, selon Box Office India . Le film a rapporté  700 millions dans le monde. Box Office India a finalement déclaré que le film était « moyen »,. Le film a été refait en tamoul en 2000 sous le nom de Sudhandhiram.

## Total Dhamaal(film 2019)
Une suite, Total Dhamaal, a été commandée après la sortie du film précédent et a également été réalisée par Indra, avec Riteish Deshmukh et Jaaved Jaaferi reprenant leurs rôles et Ajay Devgn, Anil Kapoor et Madhuri Dixit étaient de nouveaux ajouts au casting jouant les rôles principaux,. Sanjay Dutt et certains autres acteurs présents dans les deux volets précédents n'étaient pas dans ce troisième volet.
Le film se concentre sur le fait qu'un avion transportant le trésor d'un voleur s'écrase à Janakpur. Un groupe de personnes excentriques et d'escrocs chevronnés s'affrontent pour le retrouver en premier. Total Dhamaal est sorti le 22 février 2019, et a reçu des critiques positives. Himesh Mankad de Koimoi donne 3 étoiles sur 5 et déclare : « Total Dhamaal est un divertissement assez propre qui peut être apprécié avec toute la famille. C'est définitivement une amélioration par rapport au précédent volet Double Dhamaal ». Au cours de sa première semaine, le film a rapporté ₹de roupies  . En 12 jours après sa sortie, le film a dépassé ₹de roupies  de recettes brutes,. Le 20 avril 2019, le film est sorti sur Disney+ Hotstar. Le DVD est également sorti en août 2019 par Shemaroo.